# Vleesvarken

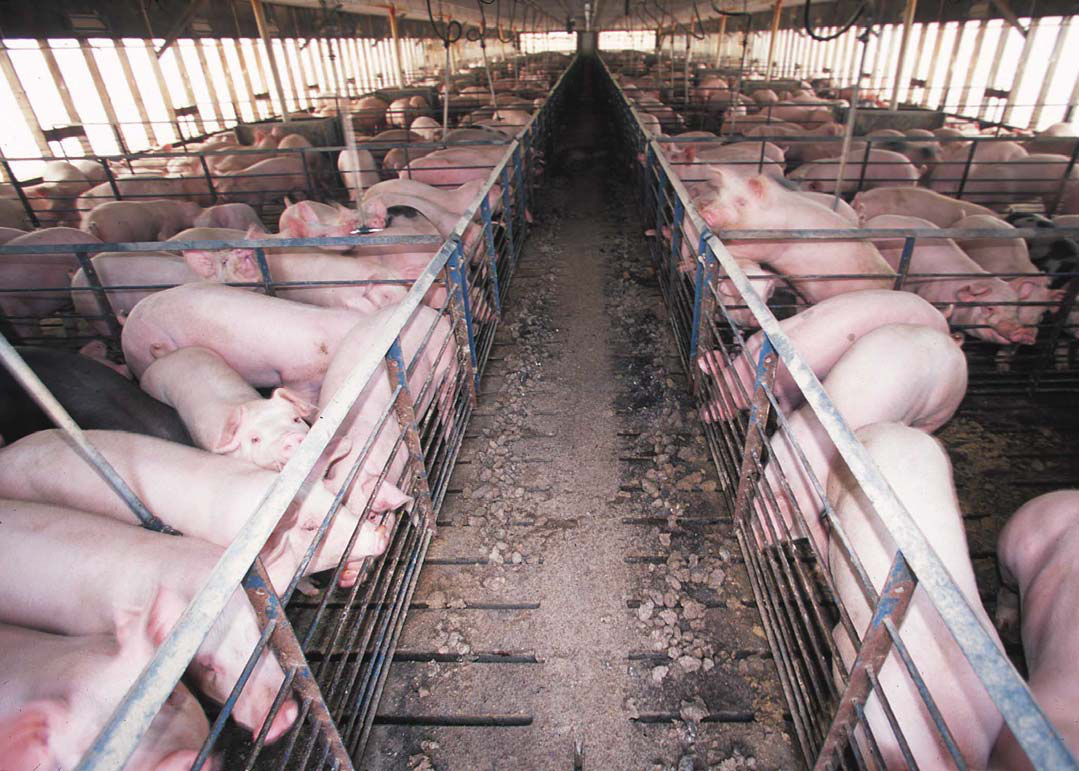
Varkensstal

Een vleesvarken is een varken dat gehouden wordt door een varkenshouder voor de productie van varkensvlees. Het grootschalig vetmesten van vleesvarkens wordt gerekend tot de bio-industrie.
Vleesvarkens worden meestal geboren op een vermeerderingsbedrijf waar zij tien weken verblijven. Een paar dagen na de geboorte wordt de staart geknipt om staartbijten te voorkomen. De beertjes (mannelijke biggen) worden gecastreerd, om het ontstaan van berengeur te voorkomen. Onverdoofde castratie is vanwege de maatschappelijke weerstand in steeds meer landen verboden. Tien weken oude biggen noemt men gebruiksvarkens. Ze wegen ongeveer 25 kg en gaan naar een varkensmesterij. Als ze ongeveer vier tot zes maanden oud zijn en maximaal 90 kilo wegen worden ze gedood en verwerkt in een varkensslachterij.
In Nederland wordt negentig procent van de varkens gehouden in de provincies Noord-Brabant, Limburg, Gelderland en Overijssel. In 2021 waren er ruim elf miljoen varkens, waarvan de helft werd vetgemest als vleesvarken. De andere helft bestond uit fokzeugen en biggen.

## Huisvesting
Vleesvarkens worden gehouden in varkensstallen. Vanaf 1998 worden er alleen nog maar stallen gebouwd voor groepshuisvesting. Bij de voorschriften voor de huisvesting wordt rekening gehouden met het milieu, dierenwelzijn en optimale groeiomstandigheden voor de varkens. Zo zijn volledige roostervloeren niet toegestaan en moet de verlichting aan de normen voldoen. Daarnaast is er klimaatbeheersing met veelal geautomatiseerde ventilatie- en verwarmingssystemen.
Er zijn traditionele en groenlabelstallen. Bij deze laatste stallen wordt de ammoniakuitstoot tot wel 95% beperkt en deze zijn dus beter voor het milieu. Er zijn ook zeer grote stallen met duizenden varkens, deze worden ook wel megastallen genoemd. Een stal is opgedeeld in afdelingen en een afdeling in hokken. In een hok zitten meestal tussen de 8 en 16 varkens. Een afdeling wordt in één keer met biggen bevolkt en ook in één keer naar de slachterij gebracht. Dit gebeurt om de gezondheid van de varkens te borgen. Daarom is het belangrijk dat alle varkens even hard groeien. De biggen worden zo veel mogelijk van één vermeerderingsbedrijf betrokken.
In een hok van bijvoorbeeld 10 m² zitten 10 tot 12 varkens. De vloer van een hok is gedeeltelijk dicht en gedeeltelijk met roosters voor de mestafvoer afgedekt. De vloer bij vleesvarkens moet voor minimaal 40% dicht zijn. De spleten in de roosters mogen niet breder zijn dan 18 tot 20 mm om pootproblemen te voorkomen en de breedte tussen de spleten moet ten minste 80 mm zijn.
Het klimaat in de varkensstal wordt beheerst door veelal geautomatiseerde ventilatie- en verwarmingssystemen. Luchtcirculatie kan via de voergang of via de vloer verlopen, waarbij via de vloer een betere groei wordt behaald. De lucht wordt op een constante temperatuur van 21 °C gehouden door verwarmen, ventileren of koelen.
Er moet volgens de voorschriften ten minste 8 uur per dag licht zijn en de lichtsterkte op dierhoogte gemeten moet ten minste 40 lux bedragen.
De varkens moeten beschikken over voldoende materiaal om te onderzoeken en om mee te spelen zoals stro en rubberbanden.
Ook zijn er zogenaamde gesloten bedrijven waar, om het risico van besmettelijke ziekten te verkleinen, vermeerdering en vetmesten op hetzelfde bedrijf gebeurt.

### Alternatieven
Er worden ook scharrelvarkens gehouden die meer ruimte hebben in hun verblijven. In de biologische varkenshouderij wijst men het structurele gebruik van antibiotica af, varkens worden er op een meer natuurlijke manier gehouden. De dierenbescherming heeft samen met Albert Heijn en andere partijen het Beter-Levencertificaat ontwikkeld. Varkens krijgen wat meer ruimte, afleidingsmateriaal en betere omstandigheden. Ook worden de beerjes in Beter Leven niet meer gecastreerd.
Varkens zijn in principe zindelijke en sociale dieren. Als er genoeg ruimte en afleiding is vallen varkens elkaar niet aan. Om die reden worden steeds meer varkens gehouden in grotere verblijven waar ook afleidingsmateriaal te vinden is. Het couperen van de staart van biggen is daar overbodig. Bij slachtvarkens kan de krulstaart met intacte haarpluim gezien worden als teken dat de dieren een goed leven hebben gehad.

### Wettelijke maatregelen
Een varkenshouderij moet voldoen aan het bestemmingsplan, de Wet algemene bepalingen omgevingsrecht, de mestwet en aan het varkensbesluit. Er is een Europese richtlijn met minimumnormen, waaraan de Nederlandse regelgeving moet voldoen. Bij het opstellen van het varkensbesluit is uitgegaan van deze richtlijn, maar het varkensbesluit stelt strengere normen. Het varkensbesluit is vooral gericht op het welzijn van de varkens. Het besluit stelt naast inrichtingseisen ook eisen met betrekking tot het welzijn van de varkens. Zo worden er voorschriften gegeven voor het behandelen van zieke en gewonde dieren en de huisvesting van zeugen, biggen en gebruiksvarkens (onder andere vleesvarkens).
Vanuit milieuoogpunt mag een varkenshouderij niet te dicht bij een natuurgebied liggen in verband met de ammoniakuitstoot en moet het bedrijf een omgevingsvergunning hebben.

### Vloeroppervlakte per vleesvarken
| Gemiddeld gewicht per varken | Normen in m² per varken voor stallen in gebruik genomen voor 1 november 1998 en daarna niet verbouwd of herbouwd | Normen in m² per varken voor stallen gebouwd na 1 november 1998 tot 1 januari 2013 | Eindnormen in m² per varken geldend voor alle stallen vanaf 1 januari 2013 |
| ---------------------------- | --- | ---------------------------------------------------------------------------------- | -------------------------------------------------------------------------- |
| Tot 15 kg                    | 0,20 | 0,20                                                                               | 0,20                                                                       |
| Van 15 tot 30                | 0,30 | 0,30                                                                               | 0,30                                                                       |
| Van 30 tot 50                | 0,50 | 0,50                                                                               | 0,50                                                                       |
| Van 50 tot 85                | 0,60 | 0,65                                                                               | 0,65                                                                       |
| Van 85 tot 110               | 0,70 | 0,80                                                                               | 0,80                                                                       |
| Meer dan 110                 | 1,00 | 1,00                                                                               | 1,00                                                                       |

## Voer
Het voer bestaat in de West-Europese varkensfokkerij vooral uit granen zoals tarwe, gerst en maïs en eiwithoudende zaden zoals sojabonen, aangevuld met restproducten van de voedingsmiddelenindustrie . Het bijproduct van de voedselfabrieken bestaat uit materiaal dat overblijft na de bereiding van brood, banket, bier, frisdrank, frites en zuivelproducten. Aan het voer worden mineralen en vitaminen toegevoegd. De samenstelling van het voer heeft invloed op de kwaliteit van het vlees. Zo kan berengeur aan vlees tegengegaan worden door witlofwortels aan het voer toe te voegen.
De veiligheid van de voerkwaliteit wordt gegarandeerd door GMP+ (Good Manufacturing Practice) van de veevoederindustrie. Vroeger werd ook etensafval ('spoeling') van restaurants en ziekenhuizen aan varkens gevoerd, maar dit is in Nederland sinds 1986 verboden omdat het tot de gevaarlijke Afrikaanse varkenspest (mond-en-klauwzeer of MKZ) kan leiden.
Het voeren met droogvoer gebeurt automatisch. Ook wordt er gevoerd met brijvoer. Het voer is aan de leeftijd van het varken aangepast. Zo is er startvoer, groeivoer en afmestvoer.
Vroeger bevatte het voer koper, omdat koper de groei van schadelijke bacteriën remt waardoor de varkens beter groeiden. Later is het koper vervangen door andere stoffen de zogenaamde anti microbiële groei bevorderaars (AMGB's) (antibiotica). Deze stoffen mogen niet meer toegevoegd worden. Koper mag alleen nog in vleesvarkensvoer worden gebruikt voor het voederen van vleesvarkens tot een leeftijd van twaalf weken.
De gemiddelde groei van een vleesvarken is 770 tot 774 gram per dag. Om een kilo te kunnen groeien heeft een varken 2,70 tot 2,80 kilo voer nodig. Dit heet de voederconversie. Een slachtrijp vleesvarken bestaat voor ongeveer 57% uit vlees. Het slachtafval bedraagt ongeveer 23%. Dit slachtafval wordt hergebruikt.

## Mest
De mest wordt opgeslagen in een mestkelder. De mest kan aangezuurd worden om ammoniakvervluchtiging tegen te gaan. Ook wordt de mest soms gebruikt in een biovergasser voor de productie van gas dat weer gebruikt kan worden voor de verwarming van de stal. De meeste mest moet echter afgevoerd worden. De varkenshouder moet hiervoor een afzetcontract hebben.

## Ziekten
Er gaat gemiddeld 2,6 tot 2,9% van de varkens voortijdig dood aan ziekten. Bij problemen kan dit op een bepaald bedrijf al snel oplopen tot 10%.

### Mond-en-klauwzeer
Een zeer gevreesde ziekte is mond-en-klauwzeer. Het is een quarantaineziekte die in Nederland normaal niet voorkomt. De laatste uitbraak in Nederland was in 2001. Bij een besmetting worden de evenhoevigen (varkens, koeien, schapen en geiten) van het besmette bedrijf en van de bedrijven in de wijde omgeving geruimd.

### Aujeszky
De ziekte van Aujeszky of pseudorabiës is een ziekte die wordt veroorzaakt door een herpesvirus. De Europese Unie is overgegaan tot uitroeiing van deze ziekte op haar grondgebied. Hiertoe worden per land alle varkens verplicht gevaccineerd tegen de ziekte. Landen die vrij zijn van de ziekte kunnen stoppen met vaccineren. Sinds januari 2007 is er in Nederland een verbod op het enten omdat Aujeszky daar niet meer voor komt. Voor de ziekte bestaat een aangifteplicht.

### MRSA
Veel varkens en varkenshouders blijken besmet te zijn met de voor de meeste antibiotica resistente MRSA-bacterie. Dit kan problemen geven als een besmette varkenshouder in een ziekenhuis opgenomen moet worden.
Varkens kunnen gaan hoesten veroorzaakt door Mycoplasma hyopneumonia. Ook kunnen varkens doodgaan door infectie met de bacterie Streptococcus suis. Daarnaast kunnen varkens last hebben van de schurftmijt (Sarcoptes scabiei), die gangen graaft in de huid van het varken en die daardoor gaat ontsteken. Groeivertraging kan optreden door infectie met de bacterie Lawsonia intracellularis. Op 5% van de varkensbedrijven komt salmonella voor.

## Medicijnen voor gezonde en zieke dieren
Zieke varkens worden behandeld met diergeneesmiddelen. Sommige middelen mogen op eigen initiatief door de varkenshouder gegeven worden. Andere, zoals antibiotica, alleen op voorschrift van een dierenarts. Medicinaal voeder wordt gegeven om ziekten te voorkomen. Het gebruik van gemedicineerd voer om de varkens sneller te laten groeien is bij wet verboden. Medicijnen worden door het voer gemengd omdat dit een beter resultaat geeft dan menging door het drinkwater. Bij behandeling tegen streptokokken wordt wel vaak antibioticum door het drinkwater gemengd. Dit geldt ook voor ontwormingsmiddelen. Voor het zuiver houden van het drinkwater wordt er een mengsel van mierenzuur, propionzuur en melkzuur aan het water toegevoegd.
Er is een sterke maatschappelijke druk tegen het preventief toedienen van medicijnen aan gezonde dieren. Daarom streeft de vleesindustrie door integrale ketenbeheersing (IKB) naar terugdringing van het gebruik van diergeneesmiddelen. De slachtproducten worden gecontroleerd op medicijnresten.

## Rassen
De zeugen zijn meestal kruisingen van verschillende rassen. De voor het dekken van deze zeugen gebruikte beren behoren weer tot andere rassen. Vleesvarkens zijn dus hybriden. De zeugen worden geselecteerd op vruchtbaarheid en de hoeveelheid biggen per worp en de beren op groei, bevleesdheid en voerefficiëntie.
De meest gebruikte varkensrassen voor het fokken zijn:
- Zeugen
  - Nederlands Landras
  - het Fins Landras
  - de York en
  - de Large White
- Beren
  - de York voor bevleesheid en hoge groeisnelheid
  - de Piétrain voor bevleesheid en voerefficiëntie (goede voederconversie)
  - de Duroc voor vitaliteit en sappig vlees.